# Студент року 2
Студент року 2 року — це індійська підліткова романтична комедія від режисера Пуніта Малхотри, знята у 2019 року за сценарієм Аршада Саєда.  
У головних ролях зіграли Тайгер Шрофф, Тара Сутарія, Ананья Пандей та Адитья Сіл.
Фільм розповідає історію Рохана Сачдева, який намагається стати студентом року у коледжі.
Продюсерами фільму виступили Каран Джохар, Яш Джохар і Апурва Мехта. Fox Star Studios виступила дистриб'ютором і співпродюсером фільму. Саундтрек до фільму був написаний Вішалом-Шехар.
Знімання фільму розпочали у квітні 2018 року в Дехрадуні й закінчилися у вересні 2018 року.
Прем'єра фільму відбулася 10 травня 2019 року. Після виходу фільм отримав негативні відгуки критиків, які осудили сценарій, нереальні ситуації та нереалістичне зображення індійських шкіл та коледжів. Має рейтинг 6% на Rotten Tomatoes, що є одним з найнижчих показників серед індійських фільмів.

## Сюжет
Рохан Сачдев, студент середнього класу, вирішує поступити до відомого коледжу Святої Терези після того, як його кохана з дитинства Мрідула Чавла переходить туди. Вони починають стосунки, коли Рохан завойовує коледж, демонструючи свої спортивні навички. Рохан подружився з Манавом Сінгхом Рандхавою, правлячим «Студентом року», але не сперечається зі своєю сестрою Шреєю, популярною дівчиною, яка його ненавидить і ображає. Одна з її витівок створює розрив між Роханом та його друзями з попередньої школи.
Рохан-Мія і Манав-Шрея об'єднуються в танцювальний конкурс, який останній виграє після того, як Міа захитається. Рохан виявляє, що Міа зближується з Манавом, і розуміє, що він навмисно підсадив її, щоб зіпсувати імідж Рохана. Його виганяють, коли він б’є Манава. Спочатку знеохочений, він зрештою повертається і кидає виклик Манаву за трофей «Студент року».
Рохан повертається до своєї старої школи Пішорілал, де Шрея, вражений його щирістю, допомагає йому помиритися зі своїми старими друзями. Вона також переконує його приєднатися до неї в національному танцювому конкурсі. Шрея закохується в нього, коли вони тренуються. Тим часом, спроби Мії повернути його після того, як Манав зраджує їй, закінчуються суперечкою, де Шрея проливає на неї каву.

## У ролях
- Тайгер Шрофф — Рохан Сачдев
  - Суяш Капур у ролі 15-річного Рохана
    - Мадхав Дхінгра в ролі 9-річного Рохана
- Тара Сутарія — Мрідула «Міа» Чавла
  - Сухані Сеті — 15-річна Міа
    - Дханая Мадан як 9-річна Міа
- Анан'я Пандай — Шрея Рандхава
- Адит'я Сіл — Манав Сінгх Рандхава
- Суворий Бенівал у ролі Паггі, найкращого друга Рохана, студента Пішорилалу
- Сахіл Ананд — Джіт Хурана
- Манджот Сінгх у ролі Дімпла «Дімпі» Сінгха, друга Джіта
- Самір Соні — директор Махендра Гуджрал, декан школи Святої Терези
- Гул Панаг — Кулджіт Шергілл, тренер школи Святої Терези
- Абхішек Баджадж — Абхішек Шарма, капітан команди Пішорілал
- Манодж Пахва — Рандгір Махіпал, тренер коледжу Пішорілал Чамандас [4]
- Айеша Раза Мішра в ролі директора Арчани Сінгха, декана коледжу Пішорілал Чамандас
- Раджеш Кумар — Прем Нараян Сачдев
- Манасі Джоші Рой — Рупа Сачдев
- Четан Пандіт — Сукеш Сінгх Рандхава
- Самрін Каур — Вандана Чавла
- Вілл Сміт у ролі самого себе ( епізодична поява після пісні «The Jawaani Song» у реміксі на пісню «Студент року» «Radha») Вілл Сміт з'явився у пісні у фільмі, щоб задовольнити своє бажання знятися в Боллівудській постановці. [5]
- Алія Бхатт як гість у пісні "Hook Up"
- Фара Хан суддя в танцювальному конкурсі ( камео )

## Виробництво

### Розвиток
Студент 2 року — це продовження романтичної комедії-драми Карана Джохара 2012 року «Студент року» .  Незабаром після комерційного успіху першого фільму продюсери оголосили про продовження.  У листопаді 2017 року прес-реліз Dharma Productions показав, що продовження заплановано випустити в 2018 році; його буде режисер Пуніт Малхотра і зіграє Тайгер Шрофф в одній з головних ролей. 

### Знімання
Основне знімання фільму розпочали 9 квітня 2018 року в Деградуні. Невдовзі після цього частини фільму зняли в Рішікеш і Массурі в рамках розкладу.  Декорації для фільму також були встановлені у Film City, Мумбаї.  Студент 2 року був виготовлений з орієнтовним бюджетом 650 ₹ мільйонів, включаючи витрати на просування та рекламу.

## Музика
Саундтрек до фільму написав Вішал-Шехар з текстами, які написали Анвіта Датт Гуптан, Кумар і першии співробітник Вайю, і вийшов під прапором Zee Music Company. 
Пісня «Yeh Jawani Hai Deewani», яку спочатку співав Кішор Кумар і створив Р. Д. Бурман для саундтреку до фільму Jawani Diwani 1972 року, була відтворена для фільму з вокалом, наданим Вішалом Дадлані та Паял Девом, і була перейменована як « Пісня Джаваані». 

## Реліз

### Маркетинг
Фільм було анонсовано через перший постер із Шроффом, який Джохар випустив 20 листопада 2017 року на різних платформах соціальних мереж; на плакаті була дата виходу 23 листопада 2018 року    У квітні 2018 року вийшли постери першого погляду із Сутарією та Пандаєм, які оголошують про нових акторів; це було дещо суперечливим через те, що акторський склад був дітьми інших акторів, і це посилило давні звинувачення Джохара в пропаганді кумівства . 
10 квітня 2019 року було опубліковано два нових плакати-тизери, які демонструють зовнішність Шроффа як студента.   Ще один набір плакатів із зображенням Сутарії та Пандая вийшов 11 квітня 2019 року  12 квітня 2019 року Джохар опублікував постер фільму в кінотеатрах у своєму акаунті в Instagram;  Кшамая Деніел з Rediff.com написав про трейлер: «Хоча акторський склад та їхня гра виглядають досить багатообіцяюче, сюжетна лінія – не дуже». 

### Домашні ЗМІ
Фільм був доступний у форматі VOD на Amazon Prime Video 1 вересня 2019 року 

## Прийом

### Каса
В Індії фільм мав середнє відкриття для перших показів із рівнем заповнюваності 20–25%.  У перший день в Індії він заробив , ставши п’ятим за величиною першим за рік.  У суботу фільм добре зріс, заробивши  .  У неділю на колекції вплинули підсумки IPL та опитування на загальних виборах в Індії 2019 року, і прибуток фільму знизився до  .  До наступної п’ятниці кількість фільму впала на 60%, оскільки колекція досягла  .  Після падіння колекцій на другому тижні фільм припинили показ у більшості кінотеатрів.  Він заробив  у всьому світі, з  з Індії та  рупій (  ) за кордоном.

### Критична реакція
Студент 2 року отримав загалом негативні відгуки критиків. Він має рейтинг 6% на Rotten Tomatoes . Критика була насамперед спрямована на сценарій і нереальну обстановку фільму.   

### Відзнаки
| Церемонія нагородження                  | Категорія               | одержувач | Результат     | Реф.(и) |
| --------------------------------------- | ----------------------- | --- | ------------- | ------- |
| 65-а премія Filmfare Awards             | Найкращий жіночий дебют | style="background: #99FF99; color: black; vertical-align: middle; text-align: center; " class="yes table-yes2"\|Перемога | [ 30 ] [ 31 ] |         |
| 65-а премія Filmfare Awards             | Найкращий жіночий дебют | style="background: #FDD; color: black; vertical-align: middle; text-align: center; " class="no table-no2"\|Номінація     | [ 30 ] [ 31 ] |         |
| 21-а нагорода IIFA                      | Найкращий жіночий дебют | style="background: #99FF99; color: black; vertical-align: middle; text-align: center; " class="yes table-yes2"\|Перемога | [ 32 ]        |         |
| Zee Cine Awards                         | Найкращий жіночий дебют | style="background: #99FF99; color: black; vertical-align: middle; text-align: center; " class="yes table-yes2"\|Перемога | [ 33 ]        |         |
| Zee Cine Awards                         | Найкращий жіночий дебют | style="background: #99FF99; color: black; vertical-align: middle; text-align: center; " class="yes table-yes2"\|Перемога | [ 33 ]        |         |
| 26-а премія Screen Awards               | Найкращий жіночий дебют | style="background: #FDD; color: black; vertical-align: middle; text-align: center; " class="no table-no2"\|Номінація     | [ 34 ]        |         |
| 26-а премія Screen Awards               | Найкращий жіночий дебют | style="background: #FDD; color: black; vertical-align: middle; text-align: center; " class="no table-no2"\|Номінація     | [ 34 ]        |         |
| Індія Nickelodeon Kids' Choice Awards   | Улюблений кіноактор     | style="background: #FDD; color: black; vertical-align: middle; text-align: center; " class="no table-no2"\|Номінація     | [ 35 ]        |         |
| 12-а музична премія Mirchi Music Awards | Відтворена пісня року   | Паял Дев, Вішал Дадлані та Анвіта Датт Гуптан («Пісня Джавані»)                                                          | Номінація     | [ 36 ]  |

## Зовнішні посилання
- Студент року 2 на сайті IMDb (англ.)
- Студент року 2 на сайті Rotten Tomatoes (англ.)
- Student of the Year 2 at Bollywood Hungama

Шаблон:Dharma Productions